# Курт, Яшар
Аршак Яшар Курт (арм. Արշակ Յաշար Կուրթ, тур. Arşak Yaşar Kurt; 1968, Стамбул, Турция) — известный турецкий рок-музыкант армянского происхождения. Представитель криптоармян, узнал о своём настоящем происхождении лишь в сорок лет.

## Биография
Родился в 1968 году в Стамбуле. С 1974 по 1989 год учился в одной из средних школ Стамбула. В 1990 году поступил на экономический факультет университета города Эскишехир, не закончив который начал заниматься музыкой. Бросив учебу в университете, создал группу Beyaz Yunus (Белый дельфин). Популярность в Турции обрёл после того, как в 1994 году в Кёльне им был выпущен альбом Sokak Şarkıları (Уличные песни).
Альбом Göndermeler (буквально «Рефералы») был выпущен в 1997 году на лейблах Aks Müzik и Boğaziçi Müzik. Спустя полтора года он выпустил Reflex, спродюсированный Ağdaş Müzik, содержащий 9 песен, относящихся к периоду 1990–2000 годов, а также 3 кавер-версии.
В 2003 году он выпустил сборник под названием Anne под собственным музыкальным лейблом. В 2003 году он был одним из основателей Barışarock, крупного рок-мероприятия в Турции. В 2004 году он написал музыку к популярному сериалу телеканала «Atv» «Холм любви».
В 2007 году, в возрасте сорока лет, Яшар Курт узнал от своего отца, что он на самом деле по национальности не турок, а армянин. После поведанного отцом начал учить армянский язык. Также после этого он сам крестился в Армянской апостольской церкви и взял себе новое армянское имя Аршак.
В мае 2007 года с Арто Тунчбояджяном, был организован проект, посвященный памяти знаменитого журналиста армянского происхождения Гранта Динка. Музыкантами была создана группа «ЯшАр», названая сокращенными именами Яшара Курта и Арто Тунчбояджяна.
В 2011 году Курт выпустил на YouTube альбом Güneş Kokusu (буквально «Запах солнца»), включающий хит Ver Bana Düşlerimi (буквально «Дай мне мои мечты»).

## Дискография

### Альбомы
- Sokak Şarkıları (1994)
- Göndermeler (1997)
- Reflex (2002)
- Anne (2003)
- Nefrete Kine Karşi (приписывается Yash-Ar, дуэту с Арто Тунчбояджяном) (2007)
- Güneş Kokusu (2011)

### Саундтреки
- Sevda Tepesi (2004)